# Aérospatiale SA 315B Lama
Aérospatiale SA 315B Lama je francoski enomotorni lahki večnamenski helikopter. Helikopter lahko operira v "hot&high" - pogojih kjer je redek zrak. SA 315B ima podoben trup kot Aérospatiale Alouette II, motor, rotor in druge komponente pa od Alouette III.
Helikopter so tudi licenčno proizvajali v Indiji pri Hindustan Aeronautics Limited (HAL) pod oznako Cheetah. HAL Cheetal je nadgrajena verzija z močnejšim motorjem Turbomeca TM 333-2M2.
Helikopter je bil originalno razvit za indijske in nepalske uporabnike za uporabo v gorah - od tod tudi ime Lama. Prvič je poletel 17. marca 1969 in vstopil v uporabo julija 1971. Uporablja se kot lahki transportni helikopter, iskanje in reševanje, medicinske prevoze, opazovanje in aerofotografijo. Na zunanji kljuki lahko prevaža 1000 kg težak tovor.

## Tehnične specifikacije (SA 315B Lama)
- Posadka: 1
- Kapaciteta: 4 potniki ali 1135 kg (2500 lb) tovora na zunanji kljuki
- Dolžina: 10,24 m (33 ft 7¼ in)
- Premer glavnega rotorja: 11,02 m (36 ft 1¾ in)
- Višina: 3,09 m (10 ft 1¾ in)
- Površina rotorja: 95,38 m2 (1026 ft2)
- Motor: 1 × Turbomeca Artouste IIIB turbogredni, 649 kW (870 KM), omejen na 410 kW (550 KM)

- Maks. hitrost: 192 km/h (119 mph)
- Dolet: 515 km (320 milj)
- Višina leta (servisna): 5400 m (17715 ft)
- Hitrost vzpenjanja: 5,5 m/s (1080 ft/min)